# West Indies Cricket Team in Australien in der Saison 2012/13
Die Tour des West Indies Cricket Teams nach Australien in der Saison 2012/13 fand vom 1. bis zum 13. Februar 2013 statt. Die internationale Cricket-Tour war Bestandteil der Internationalen Cricket-Saison 2012/13 und fünf ODIs und ein Twenty20. Australien gewann die ODI-Serie 5–0, während die West Indies die Twenty20-Serie 1–0 für sich entschieden konnte.

## Vorgeschichte
Australien bestritt zuvor eine Tour gegen Sri Lanka, die West Indies in Bangladesch. Die letzte Tour der beiden Mannschaften gegeneinander fand in der Saison 2011/12 in den West Indies statt.

## Stadien
Die folgenden Stadien wurden für die Tour als Austragungsort vorgesehen und am 19. Juli 2012 festgelegt.
| Stadt     | Stadion                  | Kapazität | Spiele      |
| --------- | ------------------------ | --------- | ----------- |
| Brisbane  | The Gabba                | 42.000    | 1. T20      |
| Canberra  | Manuka Oval              | 12.000    | 3. ODI      |
| Melbourne | Melbourne Cricket Ground | 100.024   | 5. ODI      |
| Perth     | WACA Ground              | 20.000    | 1. & 2. ODI |
| Sydney    | Sydney Cricket Ground    | 48.000    | 4. ODI      |

## Kaderlisten
Die West Indies benannten ihren ODI-Kader am 16. Januar 2013.
Australien benannte seinen ODI-Kader am 25. Januar 2013.
| Test | Test | ODI | ODI | Twenty20 | Twenty20 |
| Australien | West Indies | Australien | West Indies | Australien | West Indies |
| --- | --- | --- | --- | --- | --- |
| - Michael Clarke (K) - George Bailey - Nathan Coulter-Nile - Ben Cutting - Xavier Doherty - James Faulkner - Aaron Finch - Brad Haddin (wk) - Phillip Hughes - Mitchell Johnson - Usman Khawaja - Clint McKay - Glenn Maxwell - Mitchell Starc - Adam Voges - Matthew Wade (wk) - Shane Watson - David Warner | - Darren Sammy (K) - Dwayne Bravo (VK) - Tino Best - Darren Bravo - Johnson Charles (wk) - Narsingh Deonarine - Chris Gayle - Jason Holder - Sunil Narine - Kieron Pollard - Kieran Powell - Kemar Roach - Andre Russell - Ramnaresh Sarwan - Devon Thomas | - Michael Clarke (K) - George Bailey - Nathan Coulter-Nile - Ben Cutting - Xavier Doherty - James Faulkner - Aaron Finch - Brad Haddin (wk) - Phillip Hughes - Mitchell Johnson - Usman Khawaja - Clint McKay - Glenn Maxwell - Mitchell Starc - Adam Voges - Matthew Wade (wk) - Shane Watson - David Warner | - Darren Sammy (K) - Dwayne Bravo (VK) - Tino Best - Darren Bravo - Johnson Charles (wk) - Narsingh Deonarine - Chris Gayle - Jason Holder - Sunil Narine - Kieron Pollard - Kieran Powell - Kemar Roach - Andre Russell - Ramnaresh Sarwan - Devon Thomas | - George Bailey (K) - Brad Haddin (VK) - Joe Burns - Nathan Coulter-Nile - Ben Cutting - James Faulkner - Aaron Finch - Josh Hazlewood - Ben Laughlin - Clint McKay - Shaun Marsh - Ben Rohrer - Adam Voges | - Darren Sammy (K) - Dwayne Bravo (VK) - Tino Best - Darren Bravo - Johnson Charles (wk) - Narsingh Deonarine - Chris Gayle - Jason Holder - Sunil Narine - Kieron Pollard - Kieran Powell - Kemar Roach - Andre Russell - Ramnaresh Sarwan - Devon Thomas |

## Tour Match
| 29. Januar Scorecard | Canberra | Prime Minister’s XI 333-6 (50)          | – | West Indians 310 (49) |
|                      |          | Prime Minister’s XI gewinnt mit 23 Runs |   |                       |

## One-Day Internationals

### Erstes ODI in Perth
| 1. Februar Scorecard | Perth | West Indies 70 (23.5)            | – | Australien 71-1 (9.2) |
|                      |       | Australien gewinnt mit 9 Wickets |   |                       |

### Zweites ODI in Perth
| 3. Februar Scorecard | Perth | Australien 266-7 (20)          | – | West Indies 212 (38.1) |
|                      |       | Australien gewinnt mit 54 Runs |   |                        |

### Drittes ODI in Canberra
| 6. Februar Scorecard | Canberra | Australien 329-7 (50)          | – | West Indies 290 (47.3) |
|                      |          | Australien gewinnt mit 39 Runs |   |                        |

### Viertes ODI in Sydney
| 8. Februar Scorecard | Sydney | West Indies 220 (49.4)           | – | Australien 221-5 (44.5) |
|                      |        | Australien gewinnt mit 5 Wickets |   |                         |

### Fünftes ODI in Melbourne
| 10. Februar Scorecard | Melbourne | Australien 274-5 (50)          | – | West Indies 257 (49.5) |
|                       |           | Australien gewinnt mit 17 Runs |   |                        |

## Twenty20 Internationals

### Twenty20 in Brisbane
| 13. Februar Scorecard | Brisbane | West Indies 191-6 (20)          | – | Australien 164-8 (20) |
|                       |          | West Indies gewinnt mit 27 Runs |   |                       |

Der Sieg der West Indies war deren erster Sieg in einem Spiel gegen Australien in Australien seit 16 Jahren.

## Statistiken
Die folgenden Cricketstatistiken wurden bei dieser Tour erzielt.
| ODIs             | ODIs        | ODIs    | ODIs    | ODIs    | ODIs    | ODIs    | ODIs    | ODIs    |
| Batting          | Batting     | Batting | Batting | Batting | Batting | Batting | Batting | Batting |
| Spieler          | Mannschaft  | Spiele  | Innings | Runs    | Average | HS      | 100s    | 50s     |
| ---------------- | ----------- | ------- | ------- | ------- | ------- | ------- | ------- | ------- |
| Shane Watson     | Australien  | 3       | 3       | 198     | 66,00   | 122     | 1       | 1       |
| George Bailey    | Australien  | 3       | 2       | 169     | 169,00  | 125*    | 1       | 0       |
| Kieron Pollard   | West Indies | 5       | 5       | 164     | 41,00   | 109*    | 1       | 0       |
| Phillip Hughes   | Australien  | 5       | 4       | 159     | 39,75   | 86      | 0       | 1       |
| Kieran Powell    | West Indies | 5       | 5       | 152     | 30,40   | 83      | 0       | 1       |
| Bowling          |             |         |         |         |         |         |         |         |
| Spieler          | Mannschaft  | Spiele  | Overs   | Wickets | Average | BBI     | 5W      | 10W     |
| Mitchell Starc   | Australien  | 3       | 21.5    | 11      | 9,27    | 5/20    | 2       | 0       |
| Clint McKay      | Australien  | 5       | 42.5    | 9       | 21,88   | 3/10    | 0       | 0       |
| James Faulkner   | Australien  | 5       | 40.1    | 8       | 26,37   | 4/48    | 0       | 0       |
| Mitchell Johnson | Australien  | 5       | 43      | 7       | 27,42   | 3/36    | 0       | 0       |
| Glenn Maxwell    | Australien  | 4       | 28.1    | 6       | 23,50   | 4/63    | 0       | 0       |

| Twenty20            | Twenty20    | Twenty20 | Twenty20 | Twenty20 | Twenty20 | Twenty20 | Twenty20 | Twenty20 |
| Batting             | Batting     | Batting  | Batting  | Batting  | Batting  | Batting  | Batting  | Batting  |
| Spieler             | Mannschaft  | Spiele   | Innings  | Runs     | Average  | HS       | 100s     | 50s      |
| ------------------- | ----------- | -------- | -------- | -------- | -------- | -------- | -------- | -------- |
| Johnson Charles     | West Indies | 1        | 1        | 57       | 57,00    | 57       | 0        | 1        |
| Adam Voges          | Australien  | 1        | 1        | 51       | 51,00    | 51       | 0        | 1        |
| Darren Bravo        | West Indies | 1        | 1        | 32       | 32,00    | 32       | 0        | 0        |
| Kieron Pollard      | West Indies | 1        | 1        | 26       | 26,00    | 26       | 0        | 0        |
| Andre Russell       | West Indies | 1        | 1        | 23       |          | 23*      | 0        | 0        |
| Bowling             |             |          |          |          |          |          |          |          |
| Spieler             | Mannschaft  | Spiele   | Overs    | Wickets  | Average  | BBI      | 5W       | 10W      |
| James Faulkner      | Australien  | 1        | 4        | 3        | 9,33     | 3/28     | 0        | 0        |
| Kieron Pollard      | West Indies | 1        | 4        | 3        | 10,00    | 3/30     | 0        | 0        |
| Sunil Narine        | West Indies | 1        | 4        | 2        | 9,50     | 2/19     | 0        | 0        |
| Darren Sammy        | West Indies | 1        | 3        | 1        | 30,00    | 1/30     | 0        | 0        |
| Nathan Coulter-Nile | Australien  | 1        | 4        | 1        | 36,00    | 1/36     | 0        | 0        |
| Josh Hazlewood      | Australien  | 1        | 4        | 1        | 36,00    | 1/36     | 0        | 0        |

## Player of the Series
Als Player of the Series wurden die folgenden Spieler ausgezeichnet.
| Serie | Player of the Series |
| ----- | -------------------- |
| ODI   | Mitchell Starc       |

### Player of the Match
Als Player of the Match wurden die folgenden Spieler ausgezeichnet.
| Spiel  | Player of the Match |
| ------ | ------------------- |
| 1. ODI | Mitchell Starc      |
| 2. ODI | George Bailey       |
| 3. ODI | Shane Watson        |
| 4. ODI | Kieron Pollard      |
| 5. ODI | Adam Voges          |
| 1. T20 | Kieron Pollard      |